# Latidos y mordiscos
Latidos y mordiscos es el tercer álbum en directo lanzado al mercado por la banda española de rock Barricada.
Fue editado en 2006 por la discográfica DRO Atlantic y supuso el tercer álbum que rescataba canciones en directo en la historia de la formación tras Barricada (1990) y Salud y rocanrol (1997).
El trabajo se componía de dos CD más un DVD. El primero de los CD recibió el nombre de Latidos, fue grabado el 16 de diciembre de 2005 en el Pabellón Anaitasuna de Pamplona y en él se recogían una selección de los temas más conocidos de la banda interpretados respetando el sonido eléctrico tradicional de la misma.
El segundo CD respondía al nombre de Mordiscos y supuso una propuesta totalmente nueva para los seguidores de Barricada ya que recogía las canciones interpretadas durante un concierto grabado el 24 de febrero de 2006 en el Teatro Gayarre también de Pamplona interpretadas de forma acústica con instrumentos como saxo, las guitarras acústicas o el piano y con arreglos soul, country o pop, que suavizaron el sonido duro de canciones como No hay tregua, En blanco y negro o Pasión por el ruido que entre otras se incluyeron en el CD.
Finalmente en el DVD se encontraba material audiovisual de los dos conciertos que completaban un total de más de 5 horas de duración y en el que en total se recogían 47 canciones interpretadas por la banda.